# Francisco Lopes Pinto
Francisco Lopes Pinto foi cavaleiro fidalgo da Casa Real. 
Nasceu em Mazagão, filho de Diogo Pinto e Beatriz Nunes, e casou em Lisboa com Gracia de Quadros, irmã de Diogo Quadros a quem acompanhou em sua viagem ao Brasil em 1591 na comitiva do governador D. Francisco de Sousa, e a São Paulo posteriormente, pois Diogo foi nomeado provedor das Minas da capitania de São Vicente em 1605.
Quando D. Francisco de Sousa em 1609 voltou a São Paulo cercado de grande comitiva, firmou contrato de uma sociedade com Diogo Quadros e Francisco Lopes Pinto para exploração do que então denominavam engenho de ferro (sociedade para exploração do ferro fundido) renovando-se também tentativas para o estabelecimento do gênero em Araçoiaba, na época chamado Biraçoiaba, que era um monte na região da vila de Sorocaba onde se havia encontrado minério de ferro. O engenho de Ibirapuera fabricou ferro por 20 anos e cessou ao morrer Francisco Lopes Pinto, que no entanto havia cedido sua parte, por três mil cruzados, ao filho de D. Francisco, D. Antônio de Sousa.
Morreu em 1629, respeitado como um dos co-proprietarios e fundadores do engenho de fundição de ferro de Biraçoiaba. 

## Ligações Externas
Subsídios para a História de Ypanema.

.